# Edward Randell
Edward Randell (2 de julio de 1988 (36 años); Dulwich, Londres, Reino Unido) es un actor conocido por interpretar a Justin Finch-Fletchley en la película Harry Potter y la cámara secreta, dirigida por Chris Columbus y basada en el libro de la escritora británica J. K. Rowling. También es cantante en la banda The Swingles.

## Filmografía
2002 - Harry Potter y la cámara secreta